# Васит (мухафаза)
Васит (араб. واسط‎) — мухафаза на востоке Ирака, граничит с Ираном. После свержения Саддама Хусейна на территории мухафазы располагалась зона ответственности миротворческого контингента ООН.

## Округа
- Бадра
- Эль-Хай
- Кут
- Эн-Наамания
- Эс-Сувайра